# James Hamilton (cầu thủ bóng đá, sinh năm 1884)
James Hamilton (sinh năm 1884; ngày mất không rõ) là một cầu thủ bóng đá người Anh từng thi đấu ở vị trí hậu vệ trái cho Burslem Port Vale và Oldham Athletic trong thập niên 1900.

## Sự nghiệp thi đấu
Hamilton gia nhập Burslem Port Vale từ Burslem Town vào tháng 3 năm 1903. Ông thi đấu 6 trận ở Second Division mùa giải 1903–04, và thi đấu 23 trận ở Giải vô địch và 2 trận ở Cúp FA mùa giải 1904–05. Ông chỉ mất 4 trong 38 trận của mùa giải 1905–06 và có 33 lần ra sân ở Giải vô địch mùa giải 1906–07. Tuy nhiên, ông bị buộc phải rời khỏi sân Athletic Ground sau khi câu lạc bộ giải thể năm 1907. Ông chuyển đến Oldham Athletic.

## Thống kê
Nguồn:
| Câu lạc bộ          | Mùa giải            | Hạng đấu            | Giải vô địch | Giải vô địch | Cúp FA | Cúp FA | Tổng | Tổng |
| Câu lạc bộ          | Mùa giải            | Hạng đấu            | Trận         | Bàn          | Trận   | Bàn    | Trận | Bàn  |
| ------------------- | ------------------- | ------------------- | ------------ | ------------ | ------ | ------ | ---- | ---- |
| Burslem Port Vale   | 1903–04             | Second Division     | 6            | 0            | 0      | 0      | 6    | 0    |
| Burslem Port Vale   | 1904–05             | Second Division     | 23           | 0            | 2      | 0      | 25   | 0    |
| Burslem Port Vale   | 1905–06             | Second Division     | 34           | 0            | 2      | 0      | 36   | 0    |
| Burslem Port Vale   | 1906–07             | Second Division     | 33           | 0            | 4      | 0      | 37   | 0    |
| Burslem Port Vale   | Tổng                | Tổng                | 96           | 0            | 8      | 0      | 104  | 8    |
| Oldham Athletic     | 1907–08             | Second Division     | 37           | 1            | 4      | 0      | 41   | 1    |
| Oldham Athletic     | 1908–09             | Second Division     | 36           | 4            | 2      | 1      | 38   | 5    |
| Oldham Athletic     | 1909–10             | Second Division     | 17           | 0            | 1      | 0      | 18   | 0    |
| Oldham Athletic     | 1910–11             | First Division      | 15           | 0            | 3      | 0      | 18   | 0    |
| Oldham Athletic     | Tổng                | Tổng                | 105          | 5            | 10     | 1      | 115  | 6    |
| Tổng cộng sự nghiệp | Tổng cộng sự nghiệp | Tổng cộng sự nghiệp | 201          | 5            | 18     | 1      | 219  | 6    |

## Danh hiệu
cùng với Oldham Athletic
- Á quân Football League Second Division: 1909–10